# Helsingfors Aktiebank
Helsingfors Aktiebank (HAB) var en finländsk affärsbank. Banken grundades 1913 och dess huvudkontor låg i Helsingfors. År 1984 hade banken 113 filialkontor och balansräkningens slutsumma var över 9,3 miljarder finska mark. 1986 blev Helsingfors Aktiebank en del av Föreningsbanken.

## Chefdirektörer
- Alarik Nystén (1921-1936)
- Rolf Witting (1936-1944)
- Carl-Eric Olin (1962-1967)
- Filip Pettersson (1967-1983)
- Olli Ikkala (1983-1986)